# Vital De Ridder
Pour les articles homonymes, voir De Ridder.
Vital Amand Modeste De Ridder, né à Wortegem, le 2 février 1841 et décédé le 27 novembre 1918 à Kerkhove fut un homme politique belge flamand libéral.
Il fut notaire.
Il fut élu conseiller communal de Kerkhove et sénateur de l'arrondissement de Courtrai-Ypres,,.

## Généalogie
- Il est un des neuf enfants de Constantin (1792-1852) et Jeanne Van Cauwenberghe (1804-1868).